# Calliostoma maekawai
Calliostoma maekawai is een slakkensoort uit de familie van de Calliostomatidae. De wetenschappelijke naam van de soort werd voor het eerst geldig gepubliceerd in 2018 door Poppe, Tagaro en Goto.